# PC Jersild
PC Jersild (n. Katrineholm, 1935 ) é um escritor e médico sueco.
Nos seus romances, PC Jersild aborda questões éticas e sociais na Suécia contemporânea.